# ジョージ・ニコポウラス
ジョージ・コンスタンティン・ニコポウラス（George Constantine Nichopoulos、1927年10月29日 - 2016年2月24日）、通称「ドクター・ニック/ニック博士 (Dr. Nick)」は、ギリシャ系 (Greek American) の血統を引くアメリカ合衆国の医師。エルヴィス・プレスリーの主治医であったこと、また、プレスリーを死に至らしめた長年の処方薬乱用をめぐる論争の的となったことで、広く知られている。

## 法廷闘争
1980年、ニコポウラスは、エルヴィス・プレスリー、ジェリー・リー・ルイス、ほか12名の患者に過剰な薬の処方を行なったとして14件の罪状で起訴された。地方検事は殺人罪での立件は見送ったが、これはプレスリーの死因についての見解が医師たちの間でも分かれていたためであった。1977年だけでも、ニコポウラスはプレスリーのために、アンフェタミン、バルビツール酸系、麻薬、精神安定剤、睡眠薬、瀉下薬、ホルモン剤など1万包以上の処方を行なっていた。ニコポウラスは、プレスリーの薬物依存を抑えようと務め、プレスリーのために偽薬も千包ほど自ら調合したが、役に立たなかったと弁明した。陪審員たちは、ニコポウラスが自分の患者であるプレスリーの利益のために行動していたと結論付け、ニコポウラスはすべての訴因について無罪となった。
1980年には、テネシー州医療委員会 (the Tennessee Board of Medical Examiners) が、過剰な処方についてニコポウラスを有罪と認定したが、反倫理的行為にはあたらないと判断した。3ヵ月の資格停止処分が下ったが、3年の執行猶予が付いた。
1995年、ニコポウラスは、長年にわたり多数の患者に過剰な処方を継続していたことが明らかになり、テネシー州医療委員会から資格を永久に剥奪され、「ドクター・フィールグッド」と報道で書き立てられた。ニコポウラスは、これらの処方は、ほかに対処法がない定期的な痛みを感じていた患者に対して行なっていたものだと弁明したが、主張は認められなかった。ニコポウラスは、自ら過剰な処方を行なっていたことを認め、「ケアをし過ぎました」と述べた。裁判中は、数多くの友人たちがニコポウラスを支援し、資金を集め、法廷闘争に要した費用をまかなった。
ニコポウラスは2010年に、プレスリーとの関係について綴った『The King and Dr. Nick: What Really Happened to Elvis and Me』を出版した。